# 黃穎峰
黃穎峰（1963年9月21日—），彰化員林人，臺灣骨科醫師、身心障礙人權倡議者，現為彰化秀傳紀念醫院兼任主治醫師、台中市自閉症教育協進會理事長。黃穎峰雖是骨科醫師，但長期投入研究自閉症，並時常受邀分享相關自閉症知識。

## 生平
黃穎峰出生於醫師世家。爺爺黃啟明先生為日治時期醫師，為最後一批拿到總督署名簽發的醫師證書，開設「廣仁診所」。父親黃江夏醫師則畢業於高醫醫學系，是該系第二屆畢業生，畢業後返鄉開設「江夏婦產科診所」。黃江夏四個兒子，除了老大任職資訊公司，其他三人（黃峻峰、黃穎峰和黃曉峰）皆同年考上北醫醫學系。黃穎峰與黃曉峰為雙胞胎。
大學時期，黃穎峰相較二哥跟小弟相對喜歡文藝活動，成天在社團辦校內刊物，後來從學長侯文詠手上接下「北醫青年」社長和總編輯。
北醫畢業後，三兄弟同時入伍、皆是擔任醫官。因而軍人節黃媽媽被以模範徵屬身分參加慶祝晚宴，與內政部長、國防部長一同坐了主桌。
黃穎峰與妻子皆為醫師。1993年，次子出生時被診斷為自閉兒，兩人進而積極尋找、創造適合自閉兒的教育方式。
1997年，黃穎峰投身台中市自閉教育協進會擔任理事長。長期以來，與一群自閉兒家長們推廣自閉症相關知識及互動技巧。
2012年，黃穎峰和廖敏玲共同翻譯《Super Skills》一書，並開始投入全台各縣市教師專業發展研習，提供特教老師的指導服務。2016年，更進一步協助香港的社福機構。2017年協助中國的醫院與機構。促使教學者能更加有效與自閉症者進行社交技巧教學。
2020年，時隔20年，黃穎峰再次擔任理事長。

## 出版

### 著作
- 《自閉症學生社會技巧輔導手冊》 （页面存档备份，存于）（2016，國立臺中教育大學特殊教育中心，ISBN  978-986-05-2268-6）

### 翻譯
- 《Super Skills 給亞斯伯格、高功能自閉症與相關障礙孩子的社交技巧團體課程》（2012，社團法人台中市自閉症教育協進會出版，ISBN 978-986-86800-1-2）